# Indipendentismo scozzese

Posizione della Scozia (verde scuro) – in Europa (grigio) – e nel Regno Unito (verde chiaro)

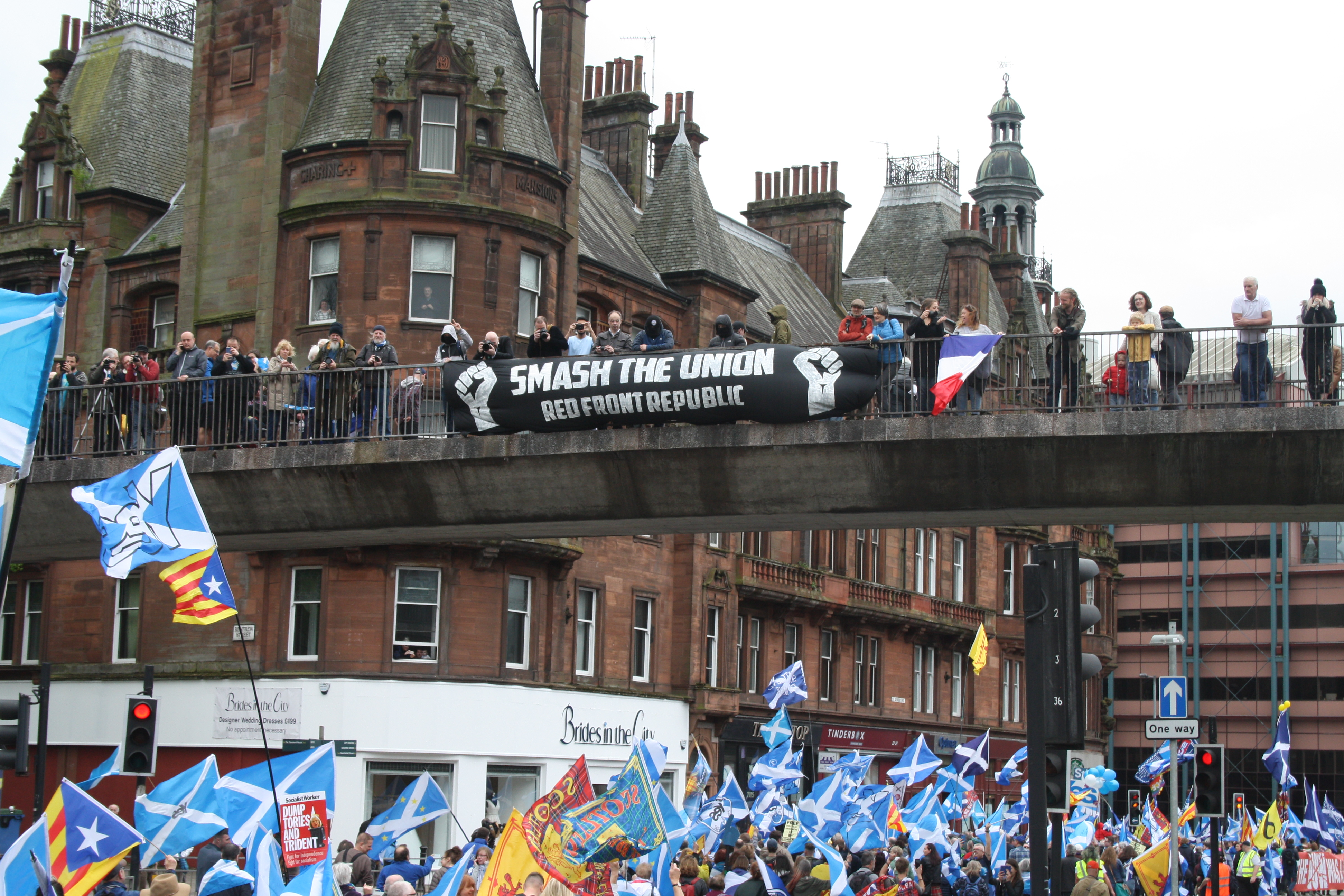
Marcia pro-indipendenza a Glasgow nel maggio 2018

L'indipendentismo scozzese (in scozzese Scots unthirldom; in scozzese gaelico Neo-eisimeileachd na h-Alba) è l'ideale di ambizione di alcuni partiti politici, gruppi culturali ed in generale di alcune persone che vogliono che la Scozia, attualmente nazione costitutiva del Regno Unito, diventi o ritorni uno Stato sovrano e indipendente anche sulla base della storia attraversata dal territorio dal medioevo a oggi sostenendo attualmente anche l'adesione all'Unione Europea.

## Contesto storico
La Scozia era un regno indipendente già lungo il Medioevo e combatté numerose guerre per mantenere la sua indipendenza dall'Inghilterra.
Il Regno di Scozia emerse come un sistema politico indipendente durante l'Alto Medioevo con alcuni storici che datano la sua fondazione al regno di Kenneth I di Scozia nell'843. Ma l'indipendenza scozzese fu combattuta sin da subito dai sovrani normanni e angioini d'Inghilterra.
Uno spartiacque nella storia del regno scozzese fu una crisi di successione che scoppiò nel 1290, quando Edoardo I d'Inghilterra rivendicò il diritto al trono scozzese. L'Alleanza di Auld tra il Regno Scozia e il Regno di Francia contro gli interessi inglesi fu sancita per queste ragioni il 23 ottobre 1295 e rimase attiva fino al XVI secolo.
La prima guerra d'indipendenza scozzese che fece emergere le figure dei primi patrioti scozzesi Andrew de Moray e in particolar modo William Wallace, che guidarono le rivolte dalle campagne, si concluse in un regno rinnovato sotto Robert the Bruce, il cui nipote Roberto II di Scozia fu il primo re scozzese della Casa Stuart. E anche dopo la seconda guerra d'indipendenza il regno mantenne la sua indipendenza.
I due regni si unirono poi nel 1603 con l'Unione delle corone, quando il re scozzese Giacomo VI divenne Giacomo I d'Inghilterra, e i due regni si unirono politicamente in un regno chiamato poi ufficialmente Gran Bretagna nel 1707 con l'Atto di Unione. Questo movimento unì i paesi e pose momentaneamente fine alle guerre di indipendenza e creò una relativa pace.

## I referendum devolutivi del 79 e del 97 e la nascita del Parlamento scozzese

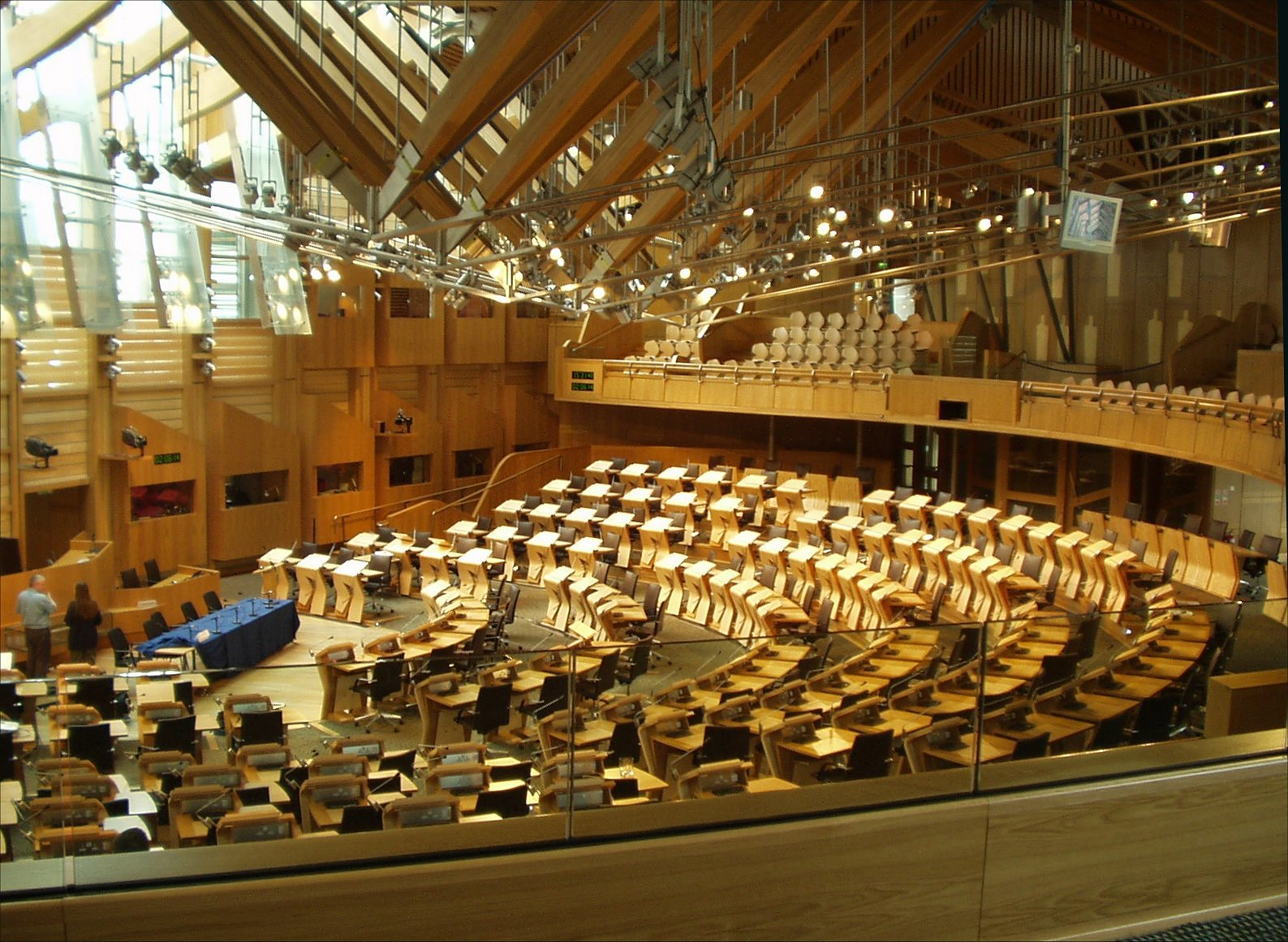
L'aula del Parlamento scozzese, comunemente nota come Holyrood

Le campagne politiche per il ritorno di un autogoverno scozzese ripresero vigore già nel XIX secolo, inizialmente sotto forma di richieste di un governo interno allo stesso Regno Unito in seno a un rinnovato sentimento nazionale che portò alla fondazione nel 1934 del Partito Nazionale Scozzese (SNP) che dopo continue pressione al Parlamento inglese ottenne due referendum sulla devoluzione della Scozia che si svolsero uno nel 1979 e l'altro nel 1997 con l'istituzione di un Parlamento scozzese devoluto che si insediò il 1º luglio 1999.
Le prime elezioni infatti si tennero il 6 maggio 1999 e il 1º luglio di quell'anno il potere fu trasferito da Westminster al nuovo Parlamento.

## Sostenitori dell'indipendentismo
L'indipendenza della Scozia è sostenuta politicamente soprattutto dal Partito Nazionale Scozzese, ma anche da altri partiti come il Partito Verde Scozzese, il Partito Socialista Scozzese e Solidarietà - Movimento Socialista Scozzese.
Altre organizzazioni ed associazioni sono l'Esercito di Liberazione Nazionale scozzese e gli ultranazionalisti del Siol nan Gaidheal.
I vari movimenti però non sono uniti sulla forma di governo da attuare a una Scozia indipendente: mentre il Partito Nazionale Scozzese vorrebbe che diventasse un Reame del Commonwealth, il Partito Socialista Scozzese e Solidarietà - Movimento Socialista Scozzese vogliono la creazione di una repubblica indipendente.
La formazione di un governo di maggioranza per il Partito Nazionale Scozzese ha portato ad una brusca accelerazione nel processo di autodeterminazione del popolo scozzese dalla Corona Britannica. Alex Salmond, leader del partito ed ex primo ministro scozzese, è riuscito ad ottenere da Londra una data per tenere il referendum costituzionale, ma l'esito della consultazione è stato negativo.

## Oppositori dell'indipendentismo
A favore della continuazione dell'unione della Scozia insieme ad Inghilterra, Galles ed Irlanda del Nord sono i tre principali partiti del Regno Unito: il Partito Conservatore, il Partito Laburista e i Liberal Democratici.
Gli oppositori sostengono che l'unione con le altre nazioni britanniche abbia prodotto benefici economici in Scozia e che la permanenza nel Regno Unito permetta agli scozzesi di condividere una posizione privilegiata nella Nato, nel G7 e nell'ONU, dove inoltre è membro permanente del Consiglio di sicurezza.